# Bivacco Mario Jachia
Il bivacco Mario Jachia è situato in val Ferret a 3.264 m s.l.m. nel massiccio del Monte Bianco e fa parte del comune di Courmayeur.

## Storia
La costruzione risale al 1961 ed è intitolata all'alpinista Mario Jachia.

## Caratteristiche ed informazioni
Il bivacco è situato presso l'Aiguille de l'Évêque, sulla cresta spartiacque dei valloni del Fréboudze e Tronchey. È costituito da un prefabbricato in legno con rivestimento in lamiera. Dotato di coperte e materassini, è sprovvisto di acqua corrente ed illuminazione.

## Accessi
L'accesso avviene in circa 6 ore da Tronchey. L'accesso è alpinistico, su terreno spesso ripido e di difficile navigazione. Ci sono tratti esposti e qualche passaggio su roccia (III grado).

## Ascensioni
- Aiguille de l'Évêque - 3.262 m
- Aiguille de Tronchey - 3.498 m
- Grandes Jorasses, via della cresta di Tronchey - 4.206m